# Prince Buster
Cecil Bustamante Campbell (OD) (Kingston, Jamajka, 24. svibnja 1938. - Miami, Florida, 8. rujna 2016.) popularno Prince Buster je bio jamajčanski pjevač, tekstopisac i glazbeni producent. Snimke koje je izdao 1960-ih utjecale su i oblikovale današnju jamajčansku glazbu i stvorile nasljeđe rada iz kojeg će se napajati reggae i ska glazbenici. U 25 filmova i serija pojavljuje se kao pisac glazbe ili izvođač.

## Hitovi
23. veljače 1967. objavio je singl Al Capone koji je na ljestvici UK Singles Chart bio 13 tjedana, došavši 18. mjesta. 4. travnja 1998. objavio je singl Whine and Grine koje je na istoj ljestvici proveo 3 tjedna i došao do 21. mjesta.

## Nasljeđe
Krajem 1970-ih oživio je ska u Ujedinjenom Kraljevstvu. Oživljenje je označila izdavačka etiketa 2-Tone iz Coventryja. Uvela je Campbellovu glazbu novom naraštaju slušatelja. Godine 1979. sastav Madness objavio je prvi singl pod etiketom 2-Tone, tribute Campbellu, naslova "The Prince". B-strana bio je cover Campbellove skladbe po kojoj su dobili ime. Njihov drugi singl, koji je objavljen pod etiketom Stiff ("The Prince" je bio jedini singl koji je Madness objavio pod etiketom 2-Tone), bio je cover Campbellove "One Step Beyond", koja je došla u Ujedinjenom Kraljevstvo na 10. mjesto top-ljestvica. Na albumu nazvanom po sebi debut album, the Specials su napravili cover "Too Hot" i posudili elemente iz Campbellove "Judge Dread" (u pjesmi "Stupid Marriage") i "Al Capone" (u pjesmi "Gangsters") The Specials su takođel uključili cover "Enjoy Yourself" na svom drugom albumu More Specials. The Beat napravio je cover "Rough Rider"-a i "Whine & Grine"-a na drugom albumu I Just Can't Stop It. Cover od Campbellove pjesme "Hard Man Fe Dead" napravio je američki ska sastav the Toasters na svom albumu iz 1996. Hard Band For Dead.

## Izabrana diskografija albuma
- I Feel the Spirit (1963.), Blue Beat[7]
- Fly Flying Ska (1964.), Blue Beat[7]
- National Ska – Pain in My Belly (1964.), Blue Beat[7]
- It's Burke's Law (1965.), Blue Beat[7]
- Ska-Lip-Soul(1965.),[8]
- What A Hard Man Fe Dead (1967.), Blue Beat[7]
- Prince Buster on Tour (1967.), Blue Beat[7]
- Judge Dread Rock Steady (1967.), Blue Beat/Prince Buster[7]
- Ten Commandments (1967.), RCA Victor[7]
- Wreck A Pum Pum (1968.), Jet Star[9]
- She Was A Rough Rider (1968.), Blue Beat[7]
- The Outlaw (1969.), Bluebeat[7]
- Big Five (1971.), Melodisc[7]
- Dance Cleopatra Dance (1972.), Blue Elephant[7]
- The Message Dub Wise (1972.), Melodisc/Fab[7]
- Sister Big Stuff (1976), Melodisc[7]

Kompilacije
- The Original Golden Oldies Vol. 1 (1967.), Prince Buster[7]
- Original Golden Oldies Vol. 2 (1967.), Shack Recordings[7]
- FABulous Greatest Hits (1968.), Fab[7]
- Tutti Frutti (1968.), Fab[8]
- The Prophet (1994.), Lagoon[8]
- King of Ska (2000.), Prince Buster/Jet Star[8]
- Rock A Shacka Vol. 5 – Dance Cleopatra (2003.), Universal[8]

Albumi uživo
- King of Blue Beat (2001.) (reizdanje od "Prince Buster Live On Tour"), Wah Wah[8]
- Prince of Peace (2003.), Island – Prince Buster with Determinations[8]

## Vanjske poveznice
- Prince Buster MusicBrainz
- Prince Buster u internetskoj bazi filmova IMDb-u (engl.)